# Peez
Peez è un quartiere della città tedesca di Rostock.